# Klazomena
Klazomena (također Clazomenae, grčki: Κλαζομεναί, Klazomenai, suvremeni Kilizman kraj İzmira u Turskoj) bio je drevni grčki grad u Joniji i član Jonskog dodekapolisa (konfederacije dvanaest gradova), te jedan od prvih gradova koji je kovao srebrni novac.

## Položaj
Smješten je na zapadnoj obali Anadolije, u Izmirskom zaljevu u Turskoj, oko 30 km zapadno od Izmira. Grad je prvotno bio smješten na kopnu, ali je vjerojatno tijekom Jonskog ustanka početkom 5. stoljeća pr. Kr. premješten na obližnji otok, a koga je Aleksandar Veliki nasipom ponovno spojio s kopnom.

## Mitologija
Gradsko božanstvo bilo je Apolon. Prema mitu, Apolona su u kočiji vukli labudovi koji su svake godine letjeli na jug iz svoje postojbine u zemlji Hiperborejaca. U Klazomeni je, pak, također bilo dosta labudova, pa se vjeruje da je riječ klazo nastala kao opis njihovog glasanja.

## Povijest
Grad su osnovali Jonjani koju su se doselili u Aziju, odnosno kolonizatori iz Flija i Kleone. Sagradili su ga na prevlaci koja je spajala kopno s poluotokom gdje se nalazila Eritra. Nakon dolaska Perzijanaca, građani su grad preselili na jedan od otočića u zaljevu, a koga je kasnije nasipom s kopnom ponovo povezao Aleksandar Veliki.
Za vrijeme 5. stoljeća pr. Kr. grad je pao pod dominaciju Atene, protiv koje se pobunio za vrijeme peloponeskog rata (412. pr. Kr.). Nakon kraćeg otpora, grad je ponovo priznao atensku vlast, te je odbio kasniji spartanski napad. Godine 387. pr. Kr. Klazomenu i druge jonske gradove preuzela je Perzija, ali je grad nastavio kovati svoj novac.
Pod rimskom vlašću Klazomena je postala dio provincije Azije, ali je uživala imunitet od poreza.
Danas se na mjestu drevnog grada nalazi četvrt Vourla, iz koje su uklonjene sve ruševine.  
Grad je u drevno doba bio poznat po sarkofazima od terakote, koji se smatraju jednim od najboljih jonskih slika 6. stoljeća pr. Kr. Poznat je i kao rodno mjesto filozofa Anaksagore.

## Vanjske poveznice
- Map of Ancient Greece from the Metropolitan Museum of Art showing position of Klazomenai (PDF)